# محوطه پشتی ۳
محوطه پشتی ۳ مربوط به سده‌های متاخر دوران‌های تاریخی پس از اسلام است و در دهستان زرآباد شرقی شهرستان زرآباد، ۴ کیلومتری شمال غربی روستای درک واقع شده و این اثر در تاریخ ۲۶ اسفند ۱۳۸۷ با شمارهٔ ثبت ۲۵۹۰۳ به‌عنوان یکی از آثار ملی ایران به ثبت رسیده است.